# IC5
La IC5 es una carretera portuguesa que conecta la A24, en Vila Pouca de Aguiar, con Miranda do Douro, en Trás-os-Montes.
Se pensó como un eje estructurador que conectaría la costa norte con el interior del país. Sin embargo, el tramo entre el origen del itinerario y Vila Pouca de Aguiar se construyó como autopista, habiendo sido denominado en un primer momento A7.
Es una carretera muy importante para la región de Trás-os-Montes porque vino a "desbloquear" varios municipios cuyas accesibilidad estaba era muy complicada, principalmente los de Alfândega da Fé, Mogadouro y Miranda do Douro.
En cuanto a los tramos restantes, el tramo entre Vila Pouca de Aguiar y Murça está en proyecto, y no se espera que avance en los próximos años. También existe la intención, apoyada por algunas poblaciones del lado español de la frontera, de prolongar la IC5 desde su futuro final provisional, en Duas Igrejas, cerca de Miranda do Douro, hasta España, a través de un puente internacional, no existiendo aún proyecto de conexión ni ubicación para el puente internacional. En noviembre de 2020 los dos países acordaron conectar la IC5 con España a través de la comarca de Sayago, en la provincia de Zamora.
El punto más alto de esta carretera se encuentra a pocos kilómetros de Mogadouro, a unos 820 m de altitud, en pleno planalto mirandés. El punto más bajo se encuentra en el valle de Vilariça, cerca de Sampaio, en el municipio de Vila Flor, a unos 180 m de altitud.
Fue muy bien construida y diseñada en el tramo entre Mogadouro y Miranda do Douro, con líneas rectas, una de ellas de más de 8 km y otras de unos 5 km.
Suele ser más utilizada en los principales meses de verano, julio y agosto, y también en Navidad y Semana Santa, ya que una buena parte de la población autóctona de la región regresa para reencontrarse con sus familiares.